# Платформа (клуб)
Клуб «Платформа» — петербургский музыкально-литературный клуб. Открылся 4 сентября 2004 года по адресу ул. Некрасова, 40; для участия в открытии были приглашены, в частности, писатели Дмитрий Воденников, Тимур Кибиров, Юлий Гуголев, Лев Рубинштейн, Павел Крусанов. Идею клуба сформировал и начал её реализацию известный литературный критик и писатель Вячеслав Курицын. Изначально во главе клуба стояла команда известного московского клуба Проект ОГИ, похожего по формату.
Деятельность «Платформы» получила высокую оценку. «Ничего подобного в Питере, пожалуй, не было», — отмечал журнал «In-Out», а журнал «Ваш досуг», включая «Платформу» в список шести лучших клубов Санкт-Петербурга, констатировал:

Аналогов у клуба «Платформа» в северной столице еще нет. Здесь всегда предлагают «правильную» программу: от семинаров известных и уважаемых архитекторов (Tuomas Toivonen) и лекций всемирно известных писателей (Мишель Уэльбек) до живых выступлений качественных электронных проектов (dEUS, «Ёлочные игрушки»). Этот клуб заслуживает право называться небольшим культурным центром Петербурга.

В конце 2004 года программное руководство клуба сменилась. На смену московскому промоутеру Михаилу Рябчикову пришел петербургский программный директор Денис Рубин. Летом 2005 сменилось административное управление клубом. Клуб просуществовал в общей сложности немногим более двух лет и закрылся в ноябре 2006 года.
За время работы клуба «Платформа» на его сцене выступило более трехсот различных коллективов и артистов. Основную часть программы составляли локальные артисты (Аукцыон, Tequila Jazzz, Markscheider Kunst, Billy's Band и другие), но также происходило большое количество гастрольных выступлений коллективов из других городов и других стран. Самые яркие события подобного рода — выступления таких звезд мировой альтернативной сцены, как Chumbawamba, dEUS, Джули Круз, Arto Lindsay, Yonderboy, Brazzaville, Los De Abaho и других. В клубе выступали также известные писатели — в частности, Ирвин Уэлш, проходили презентации необычных книг — например, русского перевода романа Жоржа Перека «Исчезновение».
Подводя итоги работы клуба, петербургский журнал «Be-In» отмечал:

Два года фееричного существования клуба коллективу «Платформы» удавалось сохранять неповторимую атмосферу творческого безумия, избегать вялотекущей вереницы серых будней любого некоммерческого питейного заведения и постоянно придумывать новые способы удивлять взыскательную публику: детские воскресные утренники, вечерние просмотры фильмов из коллекции видеопроката «Люмьер» и короткометражек фестиваля «SHORTы», книжная лавка «Формация», поэтические слэмы, организуемые «отцом русского постмодернизма» Вячеславом Курицыном, и более 500 концертов — от молодой поросли местного подполья до звёзд поистине мировой величины.